# Argentinas Grand Prix 1978
Argentinas Grand Prix 1978 var det första av 16 lopp ingående i formel 1-VM 1978. 

## Resultat
1. Mario Andretti, Lotus-Ford, 9 poäng
2. Niki Lauda, Brabham-Alfa Romeo, 6
3. Patrick Depailler, Tyrrell-Ford, 4
4. James Hunt, McLaren-Ford, 3
5. Ronnie Peterson, Lotus-Ford, 2
6. Patrick Tambay, McLaren-Ford, 1
7. Carlos Reutemann, Ferrari
8. Gilles Villeneuve, Ferrari
9. Emerson Fittipaldi, Fittipaldi-Ford
10. Jody Scheckter, Wolf-Ford
11. Jochen Mass, ATS-Ford
12. Jean-Pierre Jarier, ATS-Ford
13. Brett Lunger, BS Fabrications (McLaren-Ford)
14. Didier Pironi, Tyrrell-Ford
15. Clay Regazzoni, Shadow-Ford
16. Jacques Laffite, Ligier-Matra (varv 50, motor)
17. Hans-Joachim Stuck, Shadow-Ford (50 + 2 varv)
18. Vittorio Brambilla, Surtees-Ford (50 + 2 varv)

### Förare som bröt loppet
- John Watson, Brabham-Alfa Romeo (varv 41, motor)
- Alan Jones, Williams-Ford (36, bränslesystem)
- Danny Ongais, Ensign-Ford (35, fördelare)
- Lamberto Leoni, Ensign-Ford (28, motor)
- Arturo Merzario, Merzario-Ford (9, differential)
- Rupert Keegan, Surtees-Ford (4, överhettning)

### Förare som ej kvalificerade sig
- Hector Rebaque, Rebaque (Lotus-Ford)
- Eddie Cheever, Theodore-Ford
- Divina Galica, Hesketh-Ford